# Grimorium Verum
 (juin 2021).
La mise en forme du texte ne suit pas les recommandations de Wikipédia : il faut le « wikifier ».
Les points d'amélioration suivants sont les cas les plus fréquents :
- Les titres sont pré-formatés par le logiciel. Ils ne sont ni en capitales, ni en gras.
- Le texte ne doit pas être écrit en capitales (les noms de famille non plus), ni en gras, ni en italique, ni en « petit »…
- Le gras n'est utilisé que pour surligner le titre de l'article dans l'introduction, une seule fois.
- L'italique est rarement utilisé : mots en langue étrangère, titres d'œuvres, noms de bateaux, etc.
- Les citations ne sont pas en italique mais en corps de texte normal. Elles sont entourées par des guillemets français : « et ».
- Les listes à puces sont à éviter, des paragraphes rédigés étant largement préférés. Les tableaux sont à réserver à la présentation de données structurées (résultats, etc.).
- Les appels de note de bas de page (petits chiffres en exposant, introduits par l'outil «  Source ») sont à placer entre la fin de phrase et le point final[comme ça].
- Les liens internes (vers d'autres articles de Wikipédia) sont à choisir avec parcimonie. Créez des liens vers des articles approfondissant le sujet. Les termes génériques sans rapport avec le sujet sont à éviter, ainsi que les répétitions de liens vers un même terme.
- Les liens externes sont à placer uniquement dans une section « Liens externes », à la fin de l'article. Ces liens sont à choisir avec parcimonie suivant les règles définies. Si un lien sert de source à l'article, son insertion dans le texte est à faire par les notes de bas de page.
- La présentation des références doit suivre les conventions bibliographiques. Il est recommandé d'utiliser les modèles {{Ouvrage}}, {{Chapitre}}, {{Article}}, {{Lien web}} et/ou {{Bibliographie}}. Le mode d'édition visuel peut mettre en forme automatiquement les références.
- Insérer une infobox (cadre d'informations à droite) n'est pas obligatoire pour parachever la mise en page.

Pour une aide détaillée, merci de consulter Aide:Wikification.
Si vous pensez que ces points ont été résolus, vous pouvez retirer ce bandeau et améliorer la mise en forme d'un autre article.
Le Grimorium Verum (latin pour Vrai Grimoire) est un grimoire du XVIIIe siècle attribué à un « Alibeck l'Égyptien » de Memphis, qu'il aurait écrit en 1517. Comme beaucoup de grimoires, il revendique une tradition originaire du roi Salomon.
Le grimoire n'est pas une traduction d'une œuvre antérieure comme on l'a prétendu : son apparition originale en français ou en italien remonte au milieu du 18e siècle, comme l'a déjà noté A. E. Waite qui a commenté l'œuvre dans son Livre de la magie cérémonielle (1911), qui dit:
"La date spécifiée dans le titre du Grimorium Verum est indiscutablement frauduleuse; l'œuvre remonte au milieu du XVIIIe siècle, et Memphis est Rome." 
Le livre apparaît dans une liste datée 1583 des livres interdits par l'Inquisition espagnole. 
Une version du Grimoire a été incluse en tant que Les Clavicules du Roi Salomon : Livre 3 dans l'un des manuscrits français incorporés par S. L. MacGregor Mathers dans sa version de la Clé de Salomon, mais a été omise de la Clé avec l'explication suivante :
 "A la fin il y a de courts extraits du Grimorium Verum avec les Sceaux des esprits maléfiques, que je n'ai pas donnés puisqu'ils n'appartiennent pas à la véritable Clé de Salomon. Car la classification évidente de la Clé est en deux livres et pas plus."
Idries Shah en a également publié des extraits dans La Tradition secrète de la Magie: Livre des sorciers en 1957.

## Contenu

### Livre un
"Sur le caractère des démons". En particulier les esprits supérieurs de Lucifer, Beelzebub, Astaroth, y compris les nombreux esprits inférieurs en-dessous d'eux et leurs sigils d'invocation.

### Livre deux
"Des heures planétaires"

### Livre trois
"La préparation de l'opérateur"

### Livre quatre
"Ici commence le Sanctum Regnum, appelé la royauté des esprits, ou la Petite Clé de Salomon, un nécromancien hébraïque et rabbin des plus savants. Ce livre contient diverses combinaisons de caractères par lesquelles les puissances peuvent être invoquées ou convoquées quand vous le voulez, chacune selon sa faculté."

## Rééditions et adaptations
- Trident Books (1994, 2. ed. 1997)
- (en) Joseph H. Peterson, Grimorium Verum, CreateSpace Publishing, 2007, 256 p. (ISBN 9781434811165)
- (en) Jake Stratton-Kent, The True Grimoire : Encyclopaedia Goetica volume 1, Scarlet Imprint, 30 mai 2022, 280 p. (ISBN 978-1912316618)
- (en) Tarl Warwick, Grimorium Verum : The True Grimoire, Createspace Independent Publishing Platform, 10 novembre 2015, 58 p. (ISBN 978-1519209283)
- (en) Edmund Kelly, The Grimorium Verum ,The True Grimoire, Lulu.com, 2019, 106 p. (ISBN 9780244502300, lire en ligne)